# 林数馬
林 数馬（はやし かずま 1966年 - ）は、天台宗の僧。

## 概要
群馬県桐生市出身。天台宗の寺院で生まれる。
大正大学卒業、大正大学大学院修士課程修了。
2004年に株式会社おぼうさんどっとこむを立ち上げる。立ち上げることとなったきっかけは、友人が通夜で僧侶に500万円の布施を要求されたものの300万円しか払わなかったため僧侶が帰ったということがあったため。僧侶を派遣することを業務として、通夜や葬儀や戒名の料金を指定している。
寺に所属できないフリーターのような生活の僧侶を集めて業務を行っている。戒名が10万円を切る低価格であるということから軌道に乗る。
費用を明示していることに対して仏教界からは仏教の精神に反するとして批判される。だが林数馬は、みんなが納得して葬儀を営めるために費用は適正でなければやらないと訴える。
2009年6月11日放送の経済ドキュメンタリードラマ ルビコンの決断の内容は、林数馬についてであった。
2016年には美坊主コンテストを主催する。